# アリオ川口
- セブン&アイ・ホールディングス
  - イトーヨーカ堂 > アリオ > アリオ川口
  - セブン&アイ・クリエイトリンク > アリオ > アリオ川口

アリオ川口（アリオかわぐち）は、埼玉県川口市に立地するセブン&アイ・ホールディングス傘下のセブン&アイ・クリエイトリンクが運営する大型ショッピングセンターである。パルコが運営受託している。

## 概要
サッポロビール埼玉工場跡地の再開発事業「リボンシティ」内の商業施設として、2005年（平成17年）11月29日に開店。アリオとしては、アリオ札幌に次いで3店舗目である。なお、札幌と開業日が近いのは、サッポロビール側が札幌にも出店することを条件にしたためである 。
主なテナントとして、イトーヨーカドー、MOVIXなどがある。
なお、アリオ川口内にイトーヨーカドーが新設されたことに伴い、従来のイトーヨーカドー川口店は、原則として食料品のみを扱い規模を縮小した上で川口駅前店と改称され、2008年11月14日にザ・プライス川口店に転換された（2019年5月19日に閉店）。
アリオ川口のすぐそばには川口市立アートギャラリー・アトリアが立地する。

## テナント
出店テナントの一覧・詳細情報については公式サイト「フロアガイド」を参照。

### 1階
- キャン★ドゥ
- ディズニーストア
- タワーレコード
- 須原屋

### 2階
- アカチャンホンポ
- ジョーシン
- ABCマート
- Loft

### 3階
- MOVIX
- ソユー ゲームフィールド

### MOVIX川口
松竹マルチプレックスシアターズが運営し3Fに入居するシネマコンプレックス。
9スクリーン、1950席（うち車椅子19席）を完備する。
| No. | 座席数 | 車椅子 | サイズ(m) | サイズ(m) | 備考 |
| No. | 座席数 | 車椅子 | 縦        | 横        | 備考 |
| --- | ------ | ------ | --------- | --------- | ---- |
| 1   | 424    | 3      | 7.30      | 17.40     |      |
| 2   | 238    | 2      | 5.05      | 12.05     |      |
| 3   | 248    | 2      | 5.05      | 12.05     |      |
| 4   | 139    | 2      | 4.43      | 8.20      |      |
| 5   | 208    | 2      | 5.40      | 12.90     |      |
| 6   | 208    | 2      | 5.40      | 12.90     |      |
| 7   | 165    | 2      | 4.40      | 10.40     |      |
| 8   | 176    | 2      | 4.44      | 10.60     |      |
| 9   | 125    | 2      | 4.50      | 8.40      |      |

施設の紹介

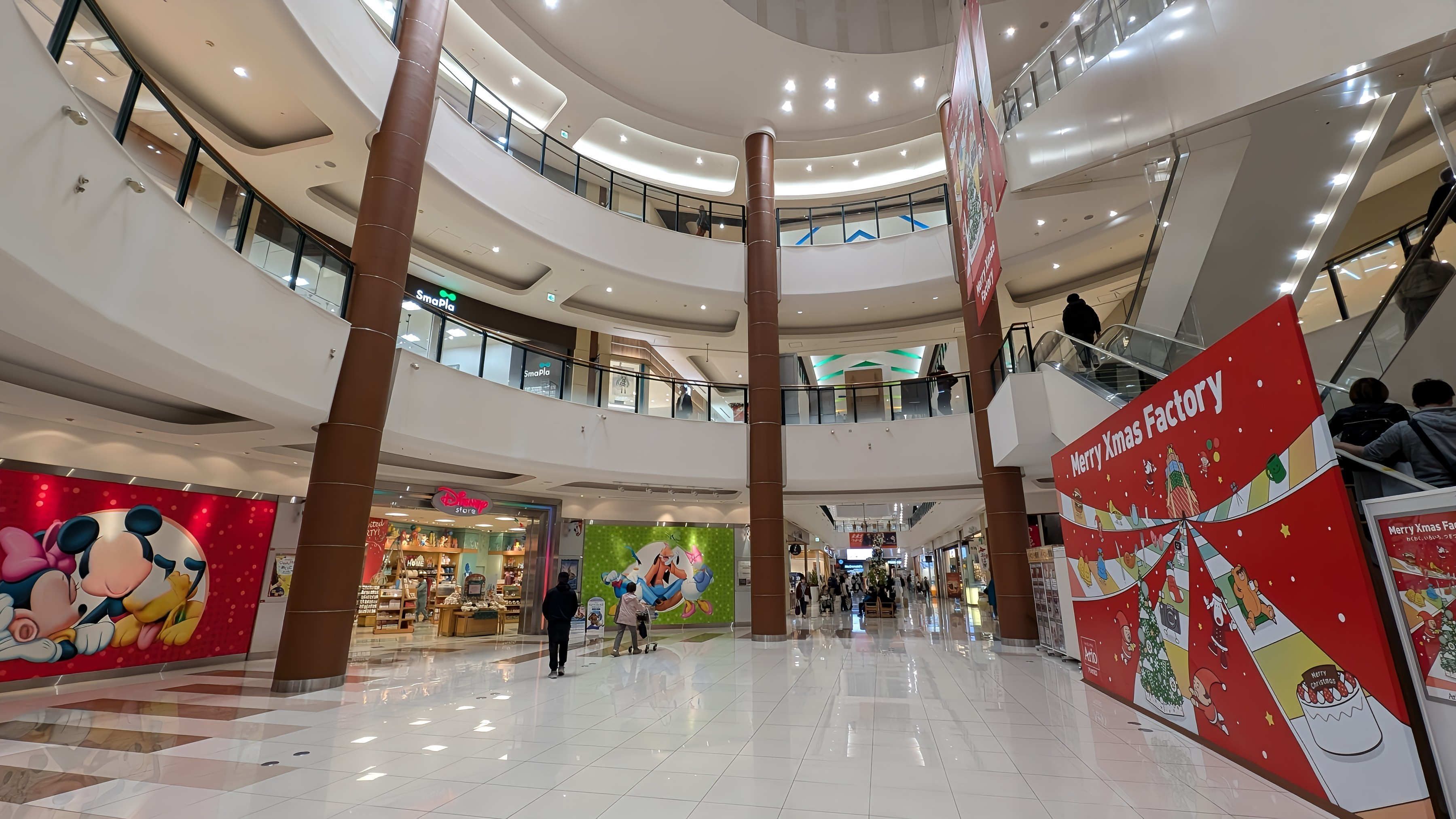
1F センターコート
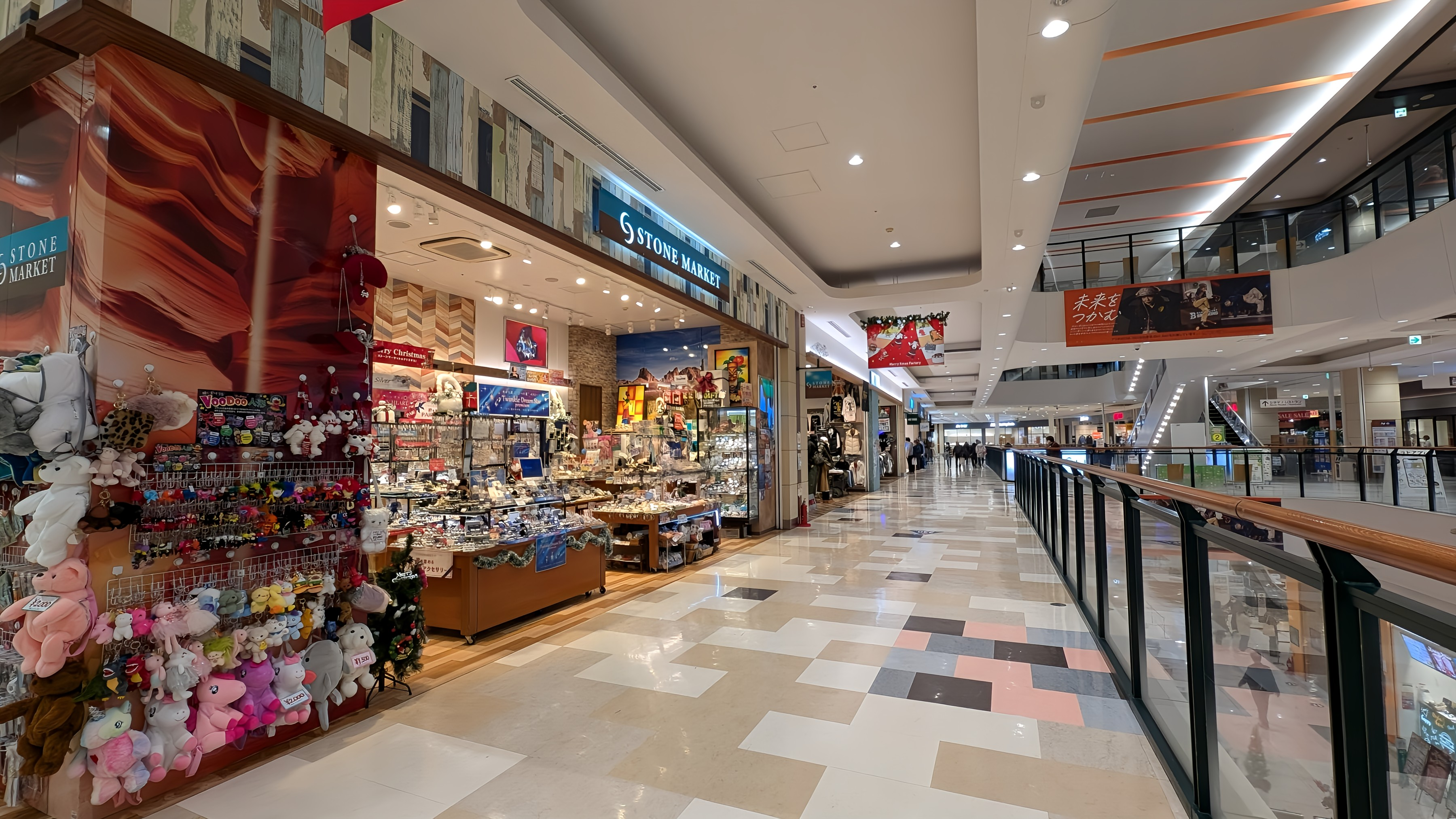
2F モールエスカレーター方向
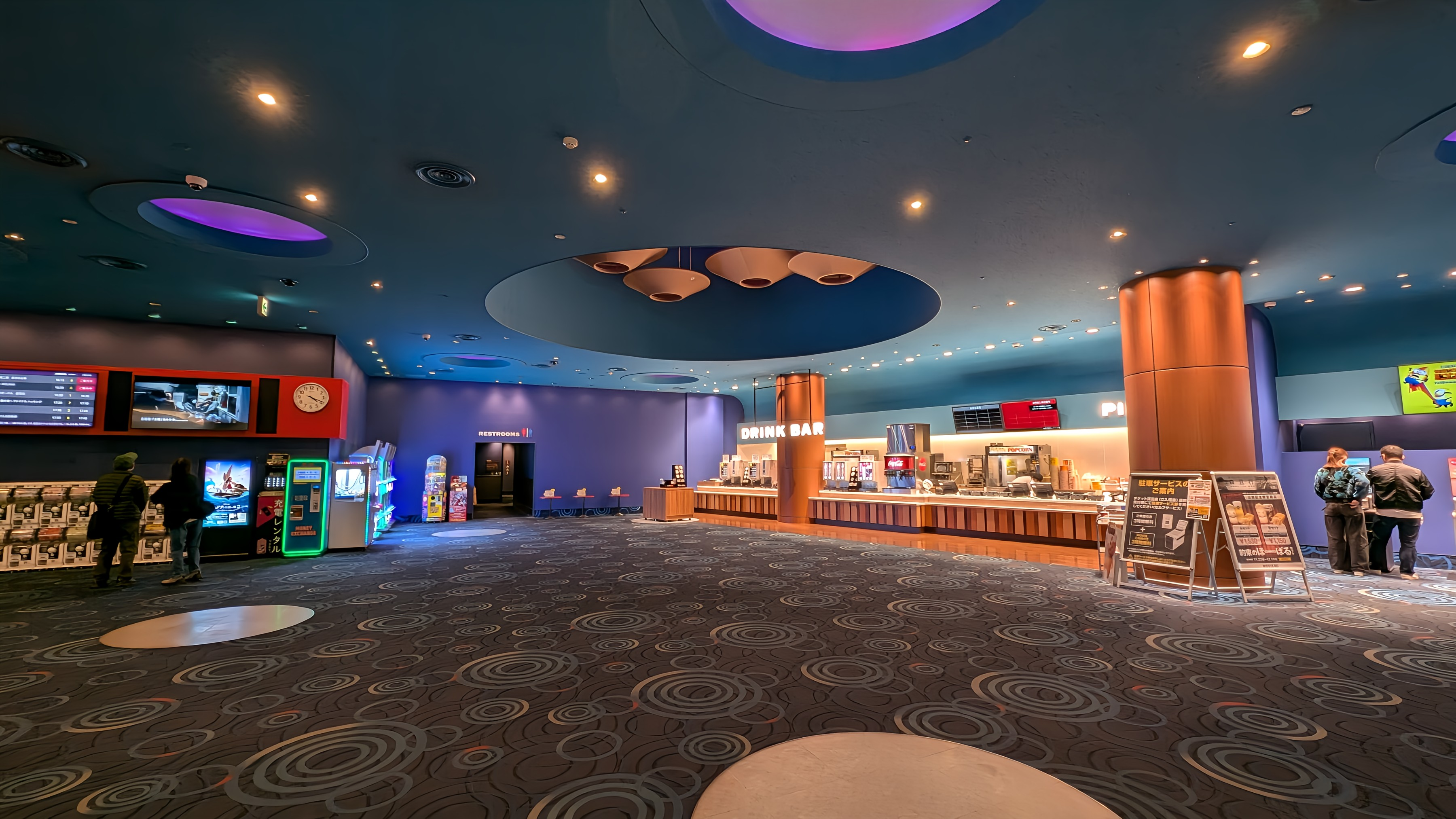
MOVIX川口

## 火災
2013年7月26日午後0時20分頃、3階の焼き肉店「李さんの台所」から出火し、店内のテーブル1台と周辺の壁が焼いて約1時間40分後に鎮火した。当時ショッピングセンター内には約1800人の買い物客がいたが、怪我人は出なかった。テーブルには焼き肉用の焜炉が設置されており、火は燃えたテーブルを使用していた客が「焜炉の調子がおかしい」と店員に申告して別のテーブルに移動した直後に出た。